# 김시권 (관료)
김시권(金時權, 일본식 이름:  菊山時權키쿠야마 지켄, 1884년 5월 11일 ~ ?)은 대한제국과 일제강점기의 관료이다.

## 생애
황해도 재령군 출신이다. 평양에 세워진 관립일어학교를 1908년에 졸업한 뒤 이듬해 대한제국 재무서 주사로 임명되어 원산에서 근무되면서 관직에 들어섰다.
한일 병합 조약 체결 당시에는 함경북도 회령군 군서기로 일하고 있었는데, 병합 직후 군수로 승진하여 함경북도 경원군, 회령군, 온성군, 경흥군에서 군수직을 지냈다. 1919년 3·1 운동이 일어났을 때 온성군수로서 만세 시위를 효과적으로 진압하여 능력을 인정받았다.
1922년에 함북 이사관에 임명되어 상공부장과 사회과장, 지방과장을 거친 뒤 평안남도 산업과장이 되었고, 도 사무관으로 승진한 뒤에는 함경남도 재무부장, 함북 내무부장을 지냈다. 1932년에는 경상북도 참여관 겸 도 사무관으로 승진하여 산업부장을 겸임했다. 이후 도지사로 승진해 강원도와 전라북도의 지사를 지냈다.
1929년 훈5등 서보장을 받는 등 1934년을 기준으로 정5위 훈5등에 서위되어 있었다. 경북 참여관으로 재직 중이던 1935년에 조선총독부가 편찬한 《조선공로자명감》에는 조선인 공로자 353명 중 한 명으로 수록되어 있다. 《조선인사흥신록》에 따르면, 김시권은 사람들이 기피하는 함경북도의 오지에서 근무하면서 어려운 사업에 많은 힘을 기울인 인물로서 두뇌가 명석하고 부지런한 관리였다.
중일 전쟁과 태평양 전쟁이 진행되는 동안 국민총력조선연맹, 임전대책협의회, 조선임전보국단에서 두루 활동하였다. 1941년에는 지원병 제도 홍보를 위해 결성된 지원병보급설전대의 일원으로 경성부의 학교를 방문해 학생들에게 지원병으로 참전할 것을 권유한 일이 있다.
2002년 발표된 친일파 708인 명단 중 도지사, 도 참여관, 총독부 사무관의 세 부문에 선정되었고, 2008년 공개된 민족문제연구소의 친일인명사전 수록예정자 명단에서는 관료 부문에 포함되었다. 2009년 친일반민족행위진상규명위원회가 발표한 친일반민족행위 705인 명단에 포함되었다.

## 같이 보기
- 조선임전보국단

## 참고자료
- 김시권(金時權) - 국사편찬위원회
- 친일인명사전편찬위원회 (2004년 12월 27일). 《일제협력단체사전 - 국내 중앙편》. 서울: 민족문제연구소. 345, 383, 396, 545쪽쪽. ISBN 89-953307-2-4.